# Ulica Jastrzębska w Wodzisławiu Śląskim
Ulica Jastrzębska w Wodzisławiu Śląskim – ważny szlak komunikacyjny łączący miasto z Jastrzębiem-Zdrój, będący szlakiem wylotowym w kierunku Oświęcimia. Ulica jest częścią drogi wojewódzkiej nr 933, łączącej Jastrzębie-Zdrój z Raciborzem. 
Początek ulicy wyznacza rondo na skrzyżowaniu ul. Wincentego Witosa oraz ul. ks. płk. Wilhelma Kubsza, a kończy – granica miasta. Jej długość wynosi 3,1 km. Ulica prowadzi wiaduktem nad linią kolejową relacji Katowice - Chałupki oraz nad rzeką Leśnicą. Przy ulicy znajdują się ważniejsze obiekty jak: hotel „Amadeus”, Zajazd „Cyganek” (dawna siedziba Gestapo), boisko MOSiR Centrum „Na Blazym”.

## Galeria

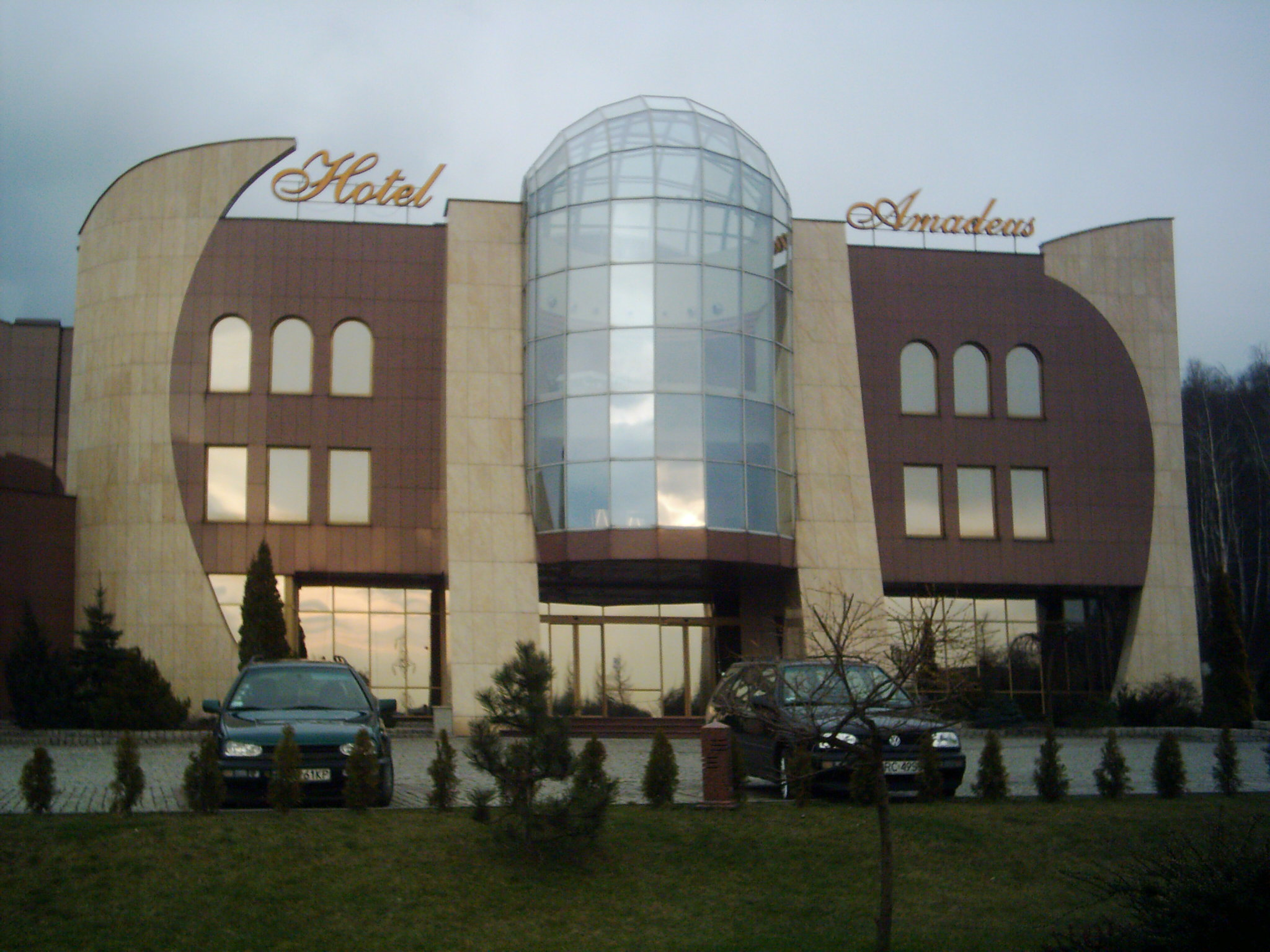
Hotel "Amadeus" przy ul. Jastrzębskiej 9